# Body Heat (Film)
Body Heat ist ein US-amerikanischer Pornofilm, der von Digital Playground produziert wurde. Regie führte Robby D. Der Film wurde im Jahr 2010 auf DVD und Blu-ray veröffentlicht. Der Film wurde bei den Venus Awards 2010 als „Best Movie International“ ausgezeichnet.

## Handlung
Der Film handelt von einer Feuerwehr in Los Angeles, die zu Beginn den Verlust einer ihrer besten Männer zu verkraften hat. Los Angeles wird durch einen wahnsinnigen Bombenleger bedroht.  Beim Versuch eine dieser Bomben zu entschärfen, macht der Feuerwehrmann einen Fehler und die Bombe geht hoch. Im Anschluss versucht seine Freundin mit dem Verlust klarzukommen, nachdem sie auch noch den Verlobungsring findet, mit dem er sie überraschen wollte. Kurz darauf stellt sich heraus, das eine Immobilienfirma das Gebäude aufgekauft und die Feuerwehr schließen will. Während dem normalen Alltag kommt es zu zahlreichen Sexszenen zwischen den Angestellten. Zudem versuchen die Frauen die beiden Immobilienhaie mit Sex dazu zu bringen, die Feuerwehr an die Angestellten zu verkaufen. Dies scheitert jedoch. Als jedoch der Immobilienhai Mr. Gates, vermutlich vom Bombenleger überfallen und seine Wohnung angezündet wird, rettet die Feuerwehrtruppe ihm das Leben. Am Ende überschreibt er ihnen die Wohnungs- und Nutzungsrechte, die Feuerwehr ist gerettet. Doch der Bombenleger ist noch auf freiem Fuß.

### Sexszenen
Wie in den meisten Pornofilmen wird die Handlung immer wieder durch mehr oder minder in die Handlung eingebundene Sexszenen unterbrochen. Diese sind wie folgt:
- Szene 1: Kayden Kross und Manuel Ferrara
- Szene 2: Raven Alexis und Tommy Gunn
- Szene 3: Bridgette B, Riley Steele und Ben English
- Szene 4: Raven Alexis und Mick Blue
- Szene 5: Jesse Jane und Scott Nails
- Szene 6: Katsuni, Mick Blue und Tommy Gunn
- Szene 7: Jesse Jane, Katsuni, Kayden Kross, Raven Alexis und Riley Steele

## Produktion
Einige Szenen wurden in Downtown Los Angeles gedreht, wie beispielsweise eine Bombenexplosion. Die Handlung spielt in derselben Feuerwehrhausinneneinrichtung, die bereits für Ghostbusters – Die Geisterjäger verwendet wurde. Das Budget ließ auch echte Feuerwehrwagen, Feuerwehruniformen und einen Krankenwagen zu. Für die Feuer- und Actionszenen wurden echte Feuerwehrmänner und Sprengstoffexperten engagiert, um die Szenen möglichst realistisch zu gestalten. Auch Schauspiellehrer wurden für die dramatischen Szenen engagiert.

## Rezeption
Der Film gilt als Blockbuster und Big Budget Movie unter den Pornofilmen. Im Gegensatz zu vielen Produktionen verfügt er über eine komplexe und zum Teil sogar ernste Handlung.  Auf Grund seiner Machart gilt er als geeignet für Paare, insbesondere mit Feuerwehr-Fetisch.

## Auszeichnungen
| Jahr | Preis          | Award                                                                                                | Ref.   |
| ---- | -------------- | --- | ------ |
| 2010 | Venus Award    | Best Movie International                                                                             | [ 10 ] |
| 2010 | ORGAZMIK-Award | Best Film Feature                                                                                    | [ 11 ] |
| 2011 | AVN Award      | Best All-Girl Group Sex Scene (mit Kayden Kross, Jesse Jane, Riley Steele, Katsuni und Raven Alexis) | [ 12 ] |
| 2011 | AVN Award      | Best Packaging                                                                                       | [ 12 ] |